# Carsten Nash
Carsten Nash (født 13. november 1946 i Frederiksværk) er en dansk billedkunstner, uddannet på Kunstakademiet i København og i Istanbul (Devlet Güzel Sanatlar Akademisi) 1968-1976. Han er søn af Jørgen Nash.